# Jean-Baptiste Stouf
Jean-Baptiste Stouf né à Paris en 1742 et mort à Charenton-le-Pont le 1er juillet 1826, est un sculpteur français.

## Biographie
Élève de Guillaume II Coustou, Jean-Baptiste Stouf se rend à l'Académie de France à Rome en 1770, bien qu'il n'ait obtenu l'année précédente que le second prix de sculpture. Après un séjour de huit années, il est agréé à l'Académie royale de peinture et de sculpture en 1784 et devient académicien l'année suivante en présentant son Abel expirant pour morceau de réception.
En 1786, il reçoit du comte d'Angiviller la commande d'un Saint Vincent de Paul pour compléter la série de statues des Hommes illustres du palais du Louvre.
Le 8 septembre 1810, il succède à Jean-Guillaume Moitte comme professeur de sculpture à l'École des beaux-arts de Paris.
Stouf participe au Salon jusqu'en 1819.
L'œuvre de Stouf oscille entre la tradition aimable héritée du XVIIIe siècle et l'annonce du lyrisme romantique tel que pourra le concevoir David d'Angers.[réf. nécessaire]
Sa fille Cornélie épousera le peintre Auguste Couder. Il est aussi le père du sculpteur Abel-Vincent-Michel Stouf (né en 1799).

## Œuvres dans les collections publiques
États-Unis
- Los Angeles, Getty Center : Belisarius, vers 1785-1791, buste en marbre[3].
- New York, Metropolitan Museum of Art : Le Compositeur André-Ernest-Modeste Grétry (1741–1813) (1804–1808), statue en marbre[4],[5].

France
- Lyon, musée des Beaux-Arts : Henri François d'Aguesseau, buste en marbre.
- Paris :
  - musée des Arts décoratifs : Monument à Jean-Jacques Rousseau, 1791, esquisse.
  - musée du Louvre :
    - Abel expirant (1785), statue en marbre[6] ;
    - Jeune fille affligée (1785), buste en terre cuite sur socle en marbre[7] ;
    - L'Affliction, buste en marbre[8] ;
    - Femme effrayée d'un coup de tonnerre qui vient de rompre un arbre à côté d'elle, Salon de 1798, statuette en terre cuite[9] ;
    - Portrait d'Henri François d'Aguesseau, chancelier de France (1668-1751), buste en marbre ;
    - Michel de Montaigne (1533-1592), Salon de 1800, statue en marbre plus grande que nature[10] ;
    - Portrait du peintre Rubens, buste en marbre.
- Saint-Omer, abbaye Saint-Bertin : Monument à l'abbé Suger, abbé de Saint-Denis (1081-1151), Salon de 1817, statue colossale en marbre[11].
- Versailles, châteaux de Versailles et de Trianon :
  - Antoine-Laurent Lavoisier, chimiste (17430-1794), buste en hermès en marbre ;
  - Adam Philippe, comte de Custine, général en chef (1742-1793), achèvement de l'œuvre de Jean Guillaume Moitte, statue en pied plus grande que nature.

Œuvres de Jean-Baptiste Stouf
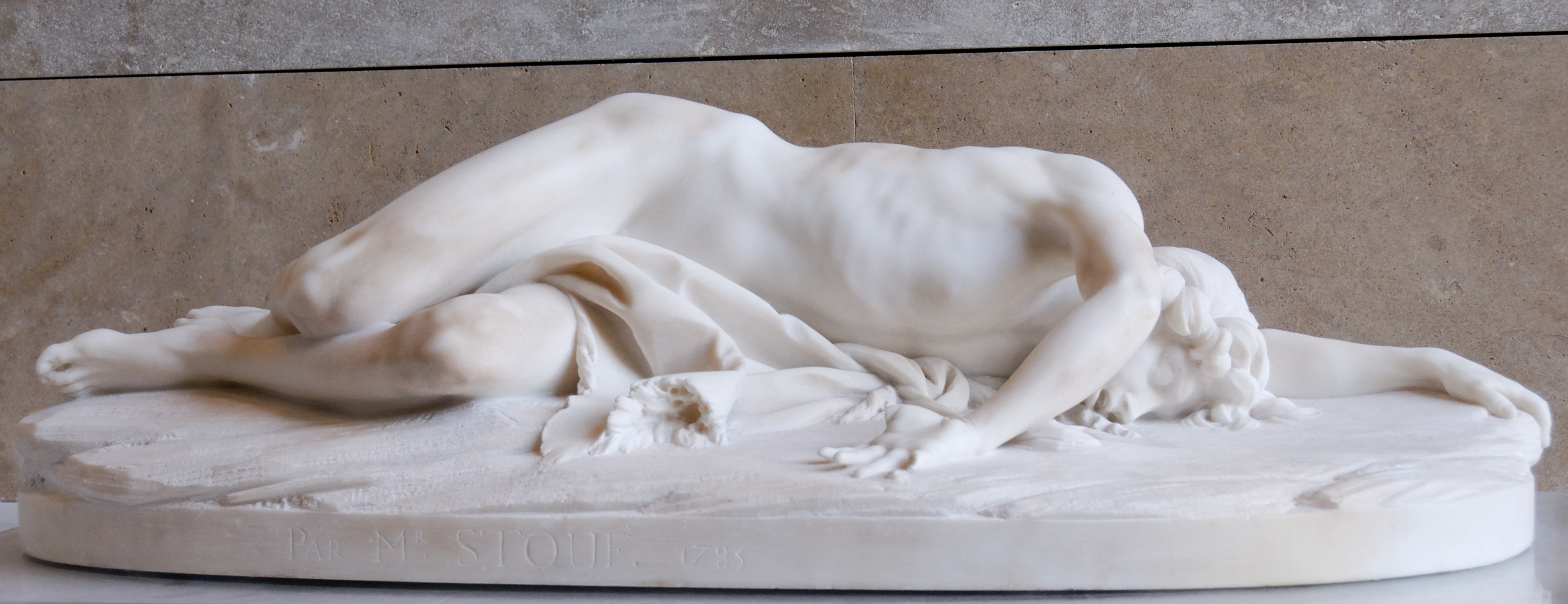
Abel expirant (1785), marbre[12], Paris, musée du Louvre.
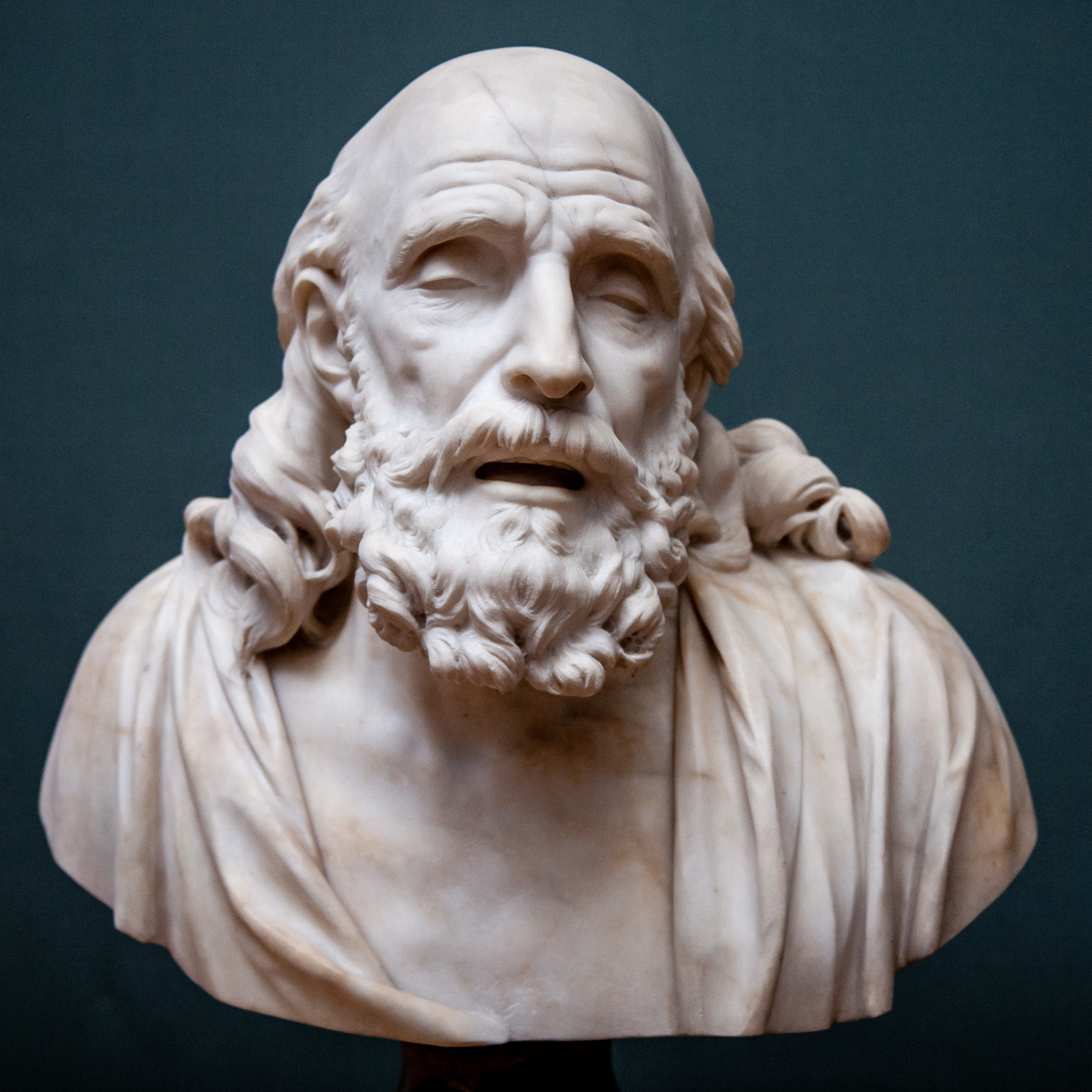
Belisarius (vers 1785-1791), marbre, Los Angeles, Getty Center.
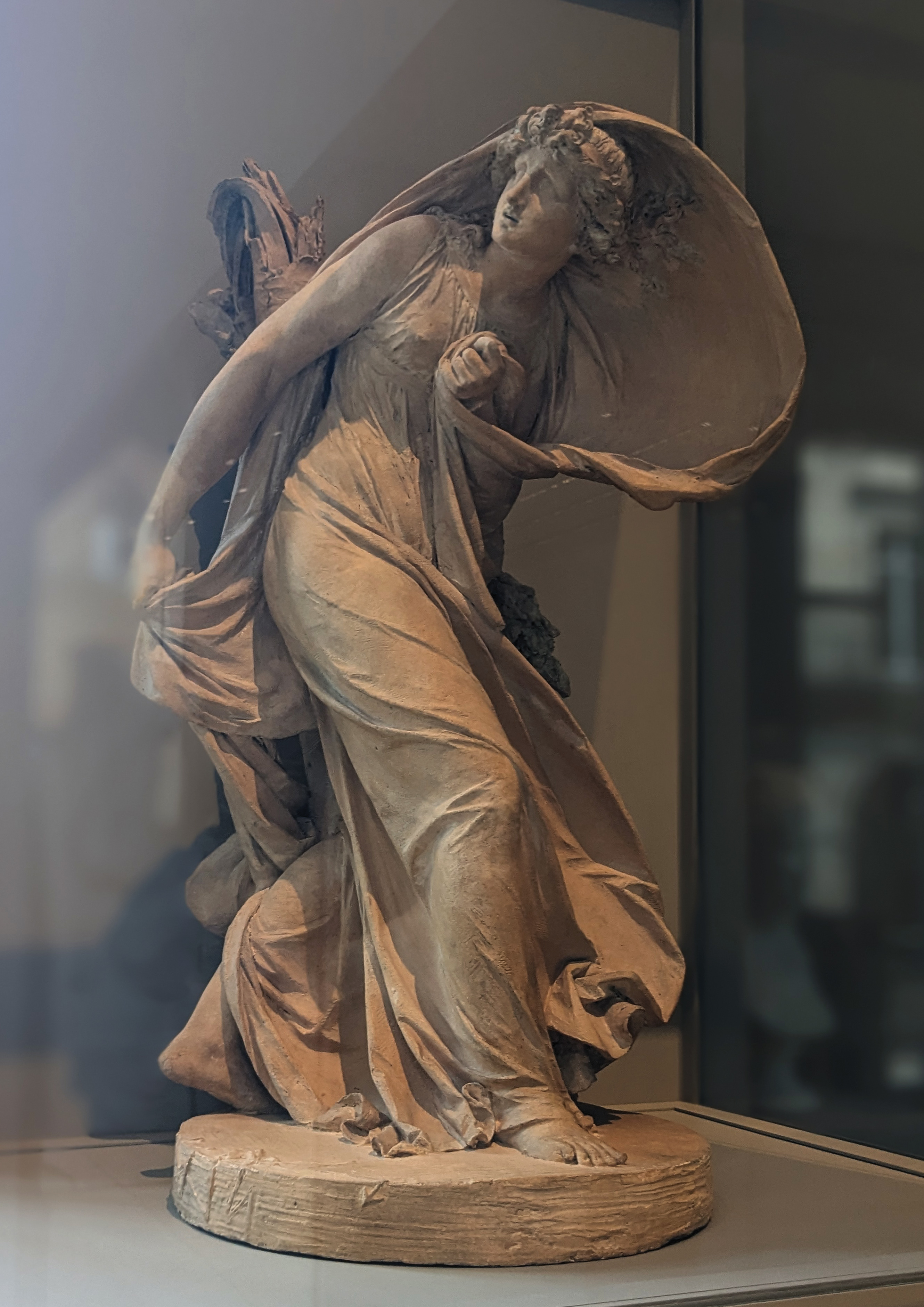
Femme effrayée d’un coup de tonnerre qui vient de rompre un arbre à côté d’elle, Salon de 1798, terre cuite, Paris, musée du Louvre
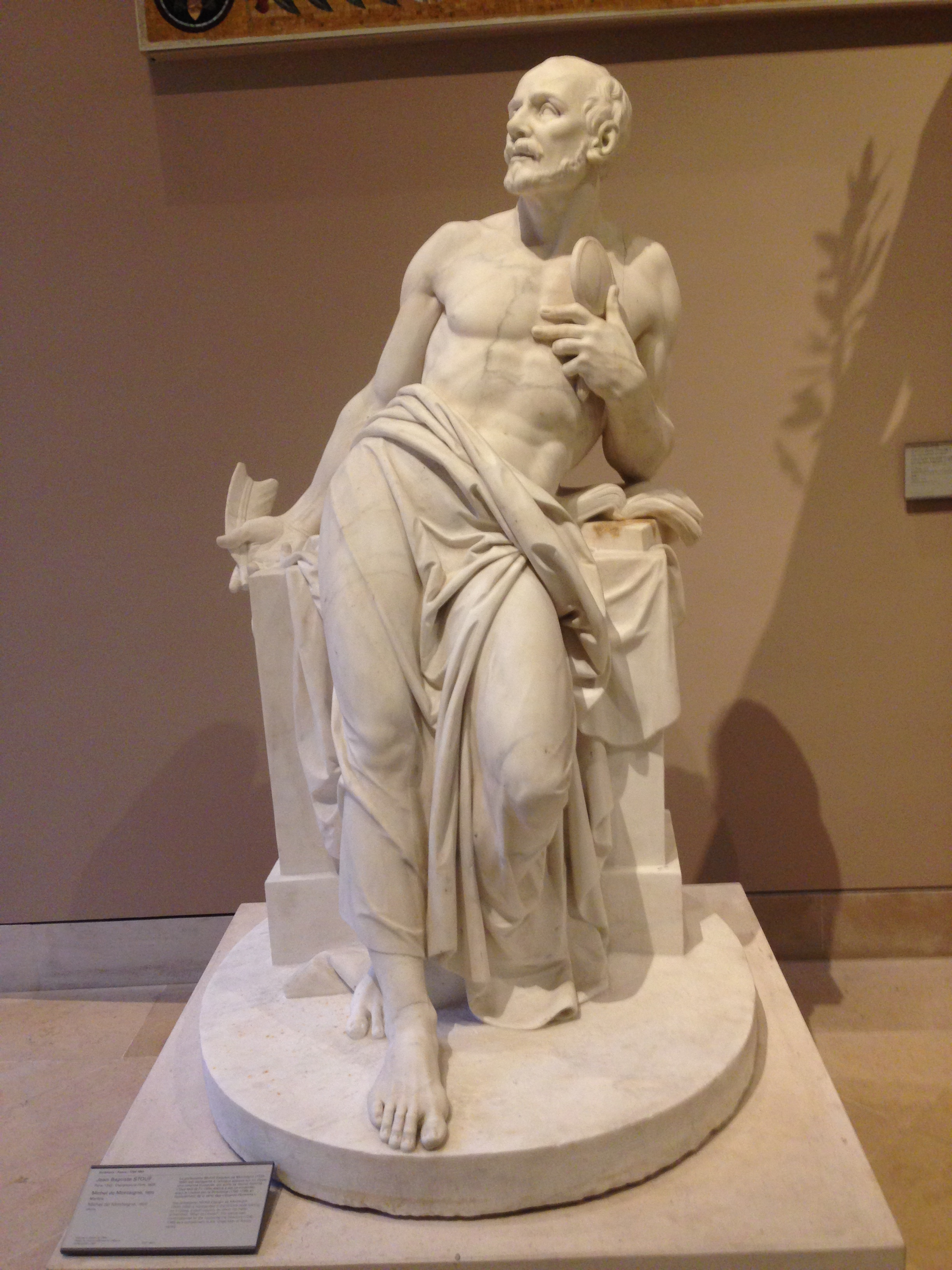
Michel de Montaigne (1800), marbre, Paris, musée du Louvre.
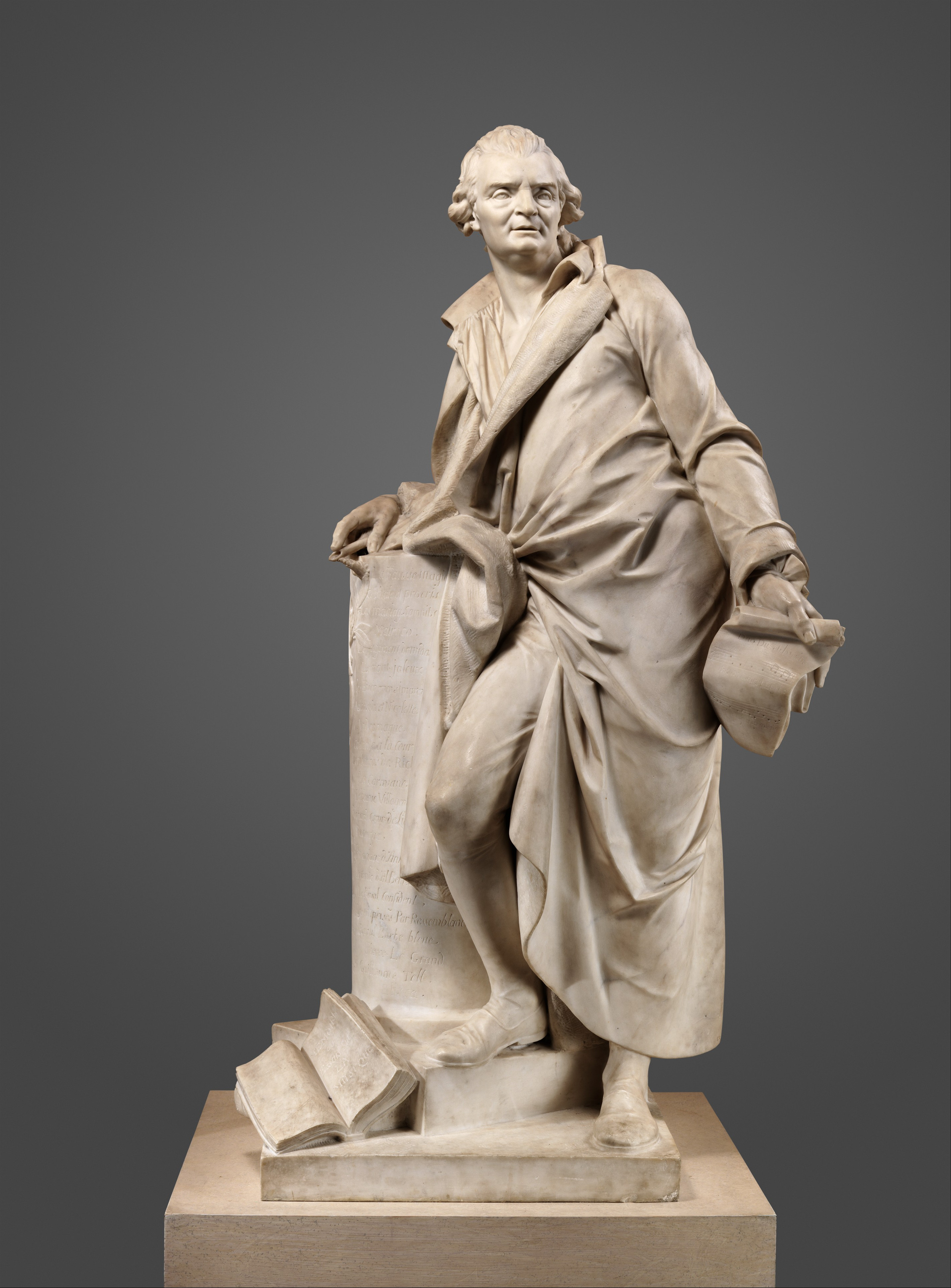
Le Compositeur André-Ernest-Modeste Grétry (1804–1808), marbre, New York, Metropolitan Museum of Art.
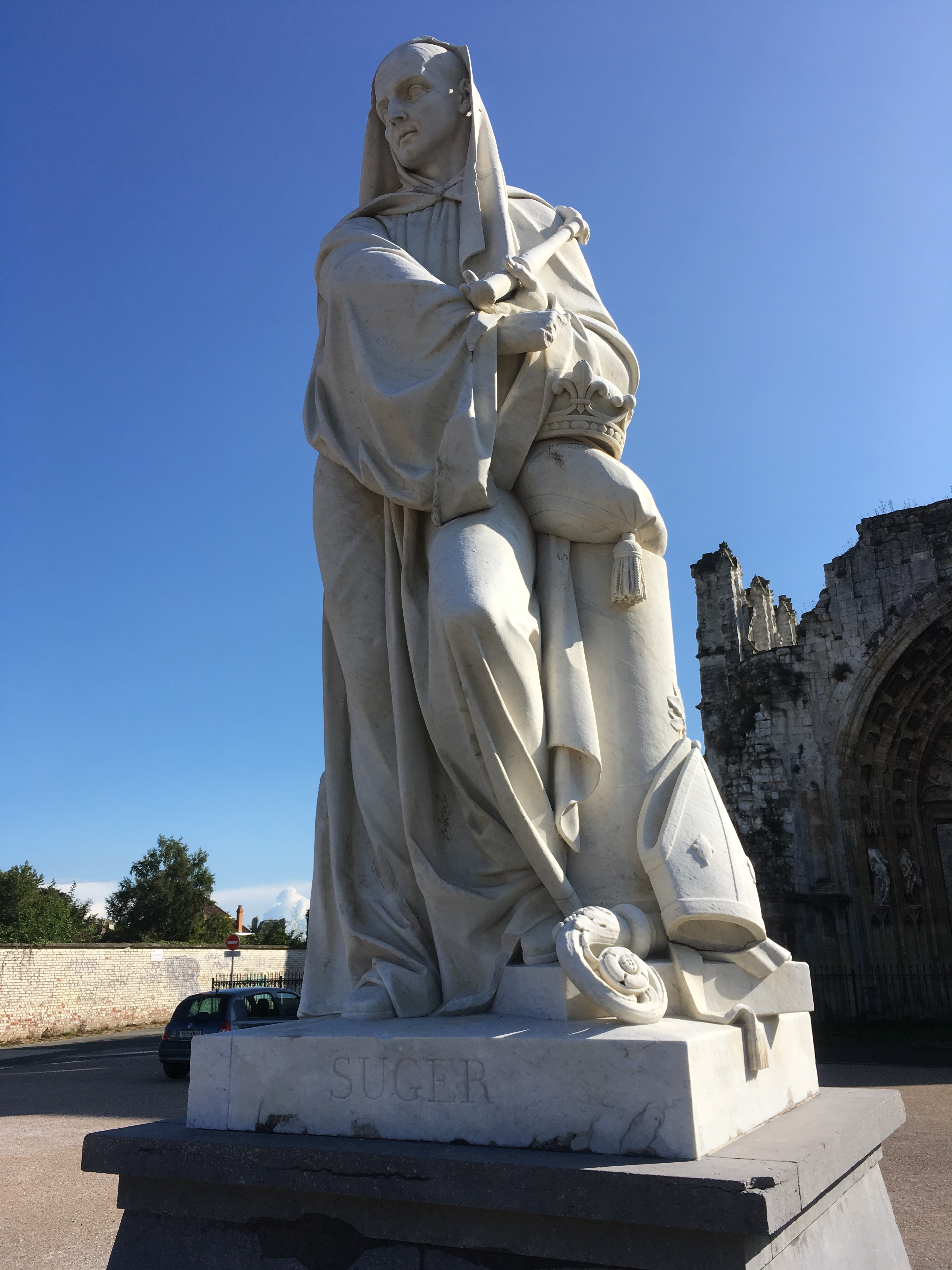
Monument à l'abbé Suger (1817), marbre, Saint-Omer, abbaye Saint-Bertin.
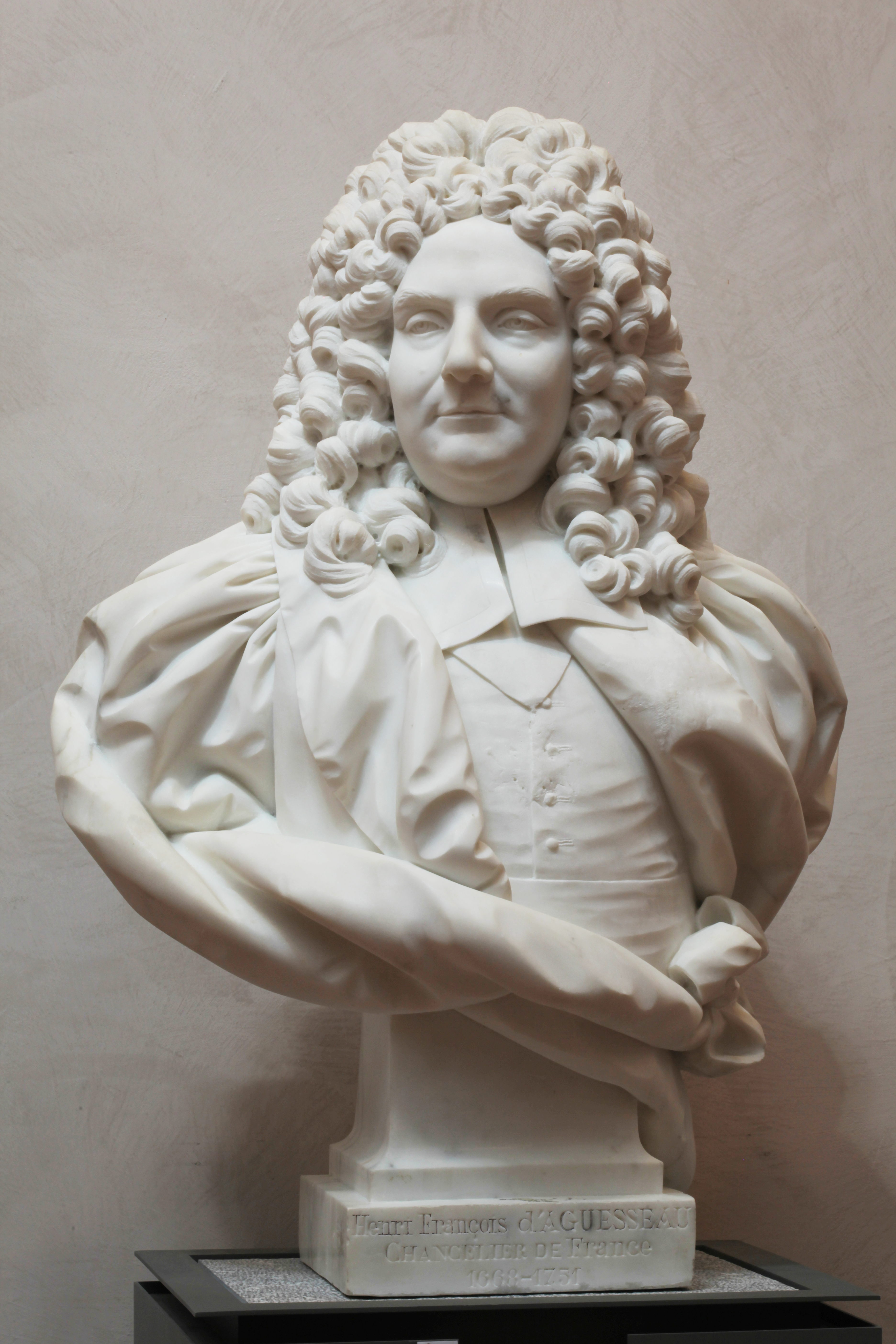
Henri François d'Aguesseau, marbre, musée des Beaux-Arts de Lyon.

## Récompenses
- Second prix de Rome en sculpture de 1769.

## Élèves
- Antoine-Denis Chaudet